# Ravina (filme)
Ravina é um filme brasileiro de 1958, do gênero drama, escrito e dirigido por Rubem Biáfora. Teve forte influência do filme Wuthering Heights (1939), de William Wyler.

## Sinopse
Mulher, que se crê portadora de uma maldição, vê um engenheiro morrer num acidente durante a construção de uma ponte. Considerando dois homens que a cortejavam responsáveis pela tragédia, decide se vingar de ambos.

## Elenco
Segundo a Cinemateca Brasileira:
- Eliane Lage ...Ravina
- Mário Sérgio ...Márcio
- Sérgio Hingst ...Daniel
- Ruth de Souza ...Mariana
- Pedro Paulo Heteyer ...Otto
- Victor Merinow ...André
- Gilda Nery ...Esposa
- Nieta Junqueira ...Velha trapeira
- Hélio Ansaldo ...Advogado
- Lola Brah
- Nathália Timberg (voz - dublagem)